# Lukoshi (Kalulushi)
Lukoshi è un ward dello Zambia, parte della Provincia di Copperbelt e del Distretto di Kalulushi.